# Altini Dasi
Altini Dasi (llatí: Altinius Dasius) va ser un dirigent de la ciutat d'Arpi durant la Segona Guerra Púnica.
Els cònsols Tiberi Semproni Grac i Quint Fabi Màxim van establir posicions a Lucània i la Pulla contra Hanníbal l'any 213 aC. A la nit, Altini Dasi va anar al campament romà i va oferir entregar la ciutat d'Arpi a canvi d'una recompensa. Fabi Màxim va consultar amb els seus oficials i va saber que en una altra ocasió ja havia traït als romans. No hi va confiar i el va retenir en custodia fins al final de la guerra. Com que no va tornar a la ciutat es va sospitar el que passava a Arpi i els fets van arribar a orelles d'Hanníbal que va confiscar la seva propietat i va fer enterrar vius la seva mare i els seus fills.